# Szaladják István
Szaladják "Taikyo" István (1962. november 30.) Balázs Béla-díjas magyar operatőr, filmrendező, fotográfus.
1997-től zen gyakorló, 2006-tól a magyarországi Onedropzen Közösség vezetője.

## Életpályája
1993-ban szerzett diplomát a Színház- és Filmművészeti Főiskola játékfilm-operatőr szakán.

## Filmjei
- 1998 – Éjfél (Weöres Sándor álomversei) (TV film), rendező Pacskovszky József
- 1990 – Favágók, Szaladják István
- 1996 – Winnetou, rendező Bollók Csaba
- 1997 – Don Quijote, első változat
- 1999 – Aranymadár, Szaladják István
- 1999 – Zárás, rendező Kenyeres Bálint
- 1999 – Alexandriai dohányból, rendező Mehmet Mestci
- 2000 – VII. Olivér, rendező Pacskovszky József
- 2001 – Rózsa és szőlőlevél (TV film), rendező: Nicholas Thorpe, Weickinger Andrea
- 2001 – Maraton, rendező Mispál Attila
- 2002 – A Hídember, rendező Bereményi Géza
- 2002 – Fiúk a házból, rendező Meskó Zsolt
- 2002 – Gránátok, rendező Politzer Péter
- 2003 – Gyanú, rendező Pacskovszky József
- 2003 – Tamara, rendező Hajdú Szabolcs
- 2005 – Csendes éj, rendező Politzer Péter
- 2005 – Az élet vendége – Csoma-legendárium, rendező Szemző Tibor
- 2006 – Madárszabadító, felhő, szél, rendező Szaladják István

## Díjak, elismerések
- 1999 – Operatőri díj-New York -	Zárás
- 2000 – 31. Magyar Filmszemle: kisjátékfilm megosztott fődíj – Aranymadár
- 2000 – Sepsiszentgyörgy Film.dok Fesztivál – Legjobb rövidfilm díja – Aranymadár
- 2000 – II. Nemzetközi Ökumenikus Filmszemlén a legjobb játékfilm díj – Aranymadár
- 2001 – Nápoly Corto Circuito Filmfesztivál – Legjobb európai rövidfilm díja – Aranymadár
- 2001 – Legjobb operatőr-Médiawave, Rózsa és szőlőlevél
- 2002 – Corvin–ösztöndíj
- 2003 – Balázs Béla-díj
- 2004 – Aranyszem Operatőr Fesztivál (kisjátékfilmek kategóriája) – Gránátok
- 2004 – Legjobb operatőr – 31. Magyar Filmszemle – Tamara
- 2004 – Legjobb operatőr – Kritikusok Díja – Tamara
- 2007 – Legjobb Rendezői és Operatőri teljesítmény – Kritikusok díja